# Wolfgang Krause Zwieback
Wolfgang Krause Zwieback (Pseudonym Ray Zwie Back; * 1951 in Kamenz, bürgerlich Wolfgang Krause) ist ein deutscher Schauspieler, Regisseur und Autor.

## Leben
Krause Zwieback absolvierte an der Hochschule für Grafik und Buchkunst Leipzig ein Grafikstudium.
Seit 1978 arbeitet er freischaffend als Autor, Regisseur, Schauspieler, Bühnen- und Kostümbildner. Er inszeniert vor allem Soloabende und Performances, aber auch Stücke in Zusammenarbeit mit Schauspielern, Tänzern und Musikern. 1983 rief er das „Kabasurde Abrett“ ins Leben, eine skurrile Performance aus einer Mischung von Comedy und Sprachakrobatik. Er gilt als ein Leipziger Original. Gewandhauskapellmeister Kurt Masur beauftragte ihn mit der zeichnerischen Gestaltung des Jahresprogrammheftes der Konzertsaison 1987/1988.
1991 erhielt er den Deutschen Kleinkunstpreis. Wolfgang Krause Zwieback lebt seit 2004 mit der Schauspielerin Corinna Harfouch zusammen.

## Theaterarbeiten (Auswahl)
- Dampferaufgang 6.13 Uhr (1995)
- Der Horizont ist eine Kugel isst eine Erdbeere, Albert Einstein bei seinem Unpraktischen Arzt (2006)
- Gründliche Freude über dem Abgrund, Sinn-Spiel für Wolfgang Amadeus Mozart (2006)
- Der unpraktische Arzt oder Die Praxis am Ende des Brückenbogens (2007)[2]
- Im Café zu den Winden (2007, zusammen mit Corinna Harfouch)[3]
- Das Grimassenphänomen (2008)
- Wasser taucht nie auf (2009)[4]
- Ausbruch aus der Speicherstadt (2011, zusammen mit Jana Reiner und Catherine Stoyan)
- Mit Proust zum Glück in der Bäderanstalt (2011, zusammen mit Corinna Harfouch)
- Symphonie des Tunnels (2012)[5]
- Sehnsucht nach Erfüllung – Erschöpfung und Erlösung, auf den Spuren von Richard Wagner (2013, zusammen mit Corinna Harfouch)
- Woher ist Wohin – Der Lehrer der Türmer und die Tänzerin, ein Sinnspiel frei nach einem Gedankenausflug von Martin Heidegger (2013, zusammen mit Steffi Sembdner und Kerstin Friese)[6]
- Leben auf der Baldrianrakete (2014, zusammen mit Gundolf Nandico, Corinna Harfouch, Steffi Sembdner)[7]
- Elbes Quellgeist – Eine sinnlich-experimentelle Schifffahrt (2017, zusammen  mit Iris Albrecht)[8]
- Die Technik des Glücks – Eine Franz-Jung-Revue (2018, zusammen mit Robert Stadlober und der Band Die Sterne)[9]
- Kabakon oder Die Retter der Kokosnuss, Theaterspektakel nach dem Roman „Imperium“ von Christian Kracht (2019, zusammen mit Julia Jäger, Christian Schmidt, Thomas Rühmann, Tobias Morgenstern)[10]
- 6G Ray pur – Wolfgang Krause Zwieback macht Inventur in seinem Laden (2020)[11]
- Der Urkunde – Solo-Theaterperformance frei nach Edvard Munchs Gemälde Nacht in Saint-Cloud (2023)[12]
- Die Steilküster von Porto Kystral – Performance-Theater mit Klippenpiano (2024)[13]

## Filmografie
- 1985: Junge Leute in der Stadt
- 1991: Hotel Deutschland
- 1994: Anna Zeit Land
- 2011: Hotel Deutschland 2 (Darsteller und Drehbuch)[14]
- 2022: Die Moosvögel vom Zauberberg

## Hörfunk
- 1988: Bertolt Brecht: Untergang des Egoisten Fatzer. Ein Fragment (Fatzer) – Bearbeitung und Regie: Heiner Müller (Hörspielbearbeitung – Rundfunk der DDR) – Mitwirkung als Sprecher
- 1996: Deins und Meins wie es singt und lacht – Kabasurdes Abrett, Regie: Matthias Thalheim, Autoren lesen, MDR KULTUR
- 1996: Über den Zwieback, Radioessay, MDR KULTUR
- 1998: Mit der Brechtstange ins Paradies – Erster Außerordentlicher Kongress der brechtmäßigen Erben im Weinweißberg zu Porto Bassin, Berliner Ensemble / MDR KULTUR
- 1999: Vom Winde Verflogen – Der Fall Schirm, MDR KULTUR / Schauspielhaus Leipzig
- 2002: Gen(r)erationen, Mitteldeutscher Rundfunk/ Bayerischer Rundfunk
- 2004: Das Büro am Ende des Brückenbogens, MDR FIGARO
- 2011: Im Meer vermehrt, Radio-Porträt von Harald Pfeifer mit Michael Hametner, Johannes Heisig und Tobias Morgenstern, MDR FIGARO

## Schriften
- mit H.-Christoph Bigalke: Die Lust ist schön als Überfall. Fotos, Sprachen, Zeichnung – Auf einer Burg mit vielen Sinnen scheint sich ein Fest noch zu verstecken …  Reclam, Leipzig 1992, ISBN 3-379-00736-6.
- Der Horizont ist eine Kugel. Auf der Suche nach idealen Landschaften. Theater der Zeit, Berlin 2008, ISBN 978-3-940737-11-3.
- Leben in der blauen Stunde. Briefe an eine Unbekannte. (unter dem Pseudonym Ray Zwie Back). Mitteldeutscher Verlag, Halle (Saale) 2018, ISBN 978-3-96311-016-0.
- 111 Rezepte für ein gesundes Zweifeln. Kernsätze und 33 Zeichnungen. (unter dem Pseudonym Ray Zwie Back). Mitteldeutscher Verlag, Halle (Saale) 2018, ISBN 978-3-95462-980-0.
- Durch die Wand ins eig’ne Land. Kunstbuch. (unter dem Pseudonym Ray Zwie Back zusammen mit H.-Christoph Bigalke). Mitteldeutscher Verlag, Halle (Saale) 2019, ISBN 978-3-96311-163-1.